# 日本主義学生連盟
日本主義学生連盟（にほんしゅぎがくせいれんめい）は、昭和初期の「国民ファシスト」に分類される団体。

## 概要
各大学専門学校による国家社会主義の研究団体。社会科学学生連合会などと同種の組織。『昭和大暗殺秘史』 は「国民ファシスト」に分類している。

## 注
1. ↑  久保田鉄蔵・永松浅造『昭和大暗殺秘史』芳山房、1932年10月。